# Lophogaster erythraeus
Lophogaster erythraeus är en kräftdjursart. Lophogaster erythraeus ingår i släktet Lophogaster och familjen Lophogastridae. Inga underarter finns listade i Catalogue of Life.